# 繆襲
繆襲（186年—245年），字熙伯，東海郡蘭陵縣人。東漢末及三國時曹魏官員。東漢儒士繆斐之子。

## 生平
繆襲與劉劭同期，有才學，亦有不少著作。被御史大夫府辟命入仕朝廷，後過渡到曹魏，歷事曹操、曹丕、曹叡和曹芳四朝，官至尚書、光祿勳。正始六年（245年），繆襲逝世，享年六十歲。繆襲也有可歸入《新樂府》行列的曲目。

## 子孫

### 子
- 繆悅，西晉光祿大夫。

### 孫
- 繆紹
- 繆播
- 繆徵
- 繆胤